# Leonard Landois
Leonard Landois (ur. 1 grudnia 1837 w Münster, zm. 17 listopada 1902 w Greifswaldzie) – niemiecki fizjolog.
Studiował medycynę na Uniwersytecie w Greifswaldzie, następnie był od 1868 profesorem i dyrektorem instytutu fizjologii w tym mieście. Od 1866 roku był członkiem Niemieckiej Akademii Nauk Leopoldina. Jego starszym bratem był zoolog Hermann Landois (1835–1905).

## Prace
- Über der Haarbalgparasiten des Menschen (1861)
- Die Transfusion des Blutes (1875)
- Lehrbuch der Physiologie des Menschen (1880)
- Die Urämie (1890)